# Акоєв Артур Володимирович
Акоєв Артур Володимирович (2 січня 1966) — російський важкоатлет.
Срібний призер Олімпійських Ігор 1992 року в категорії до 110 кг.
Чемпіон світу 1991 року в категорії 110 кг, срібний призер 1990 року в категорії понад 110 кг, бронзовий призер 1994 року в категорії до 108 кг.